# Mistrovství světa juniorů v orientačním běhu
Mistrovství světa juniorů v orientačním běhu se pořádá od roku 1990. Právo účastnit se tohoto mistrovství světa mají závodníci, kteří 31. prosince daného roku nemají více než 20 let. Stát, který vysílá reprezentanta, musí být členem Mezinárodní federace orientačního běhu (IOF).

## Formát mistrovství
| Trať         | anglicky | od roku |
| ------------ | -------- | ------- |
| dlouhá trať  | long     | 1990    |
| střední trať | middle   | 1991    |
| sprint       | sprint   | 2006    |
| štafety      | relay    | 1990    |

Původně se na mistrovství běhaly dvě soutěžní disciplíny: individuální závod (Long) a štafetový závod. V roce 1991, stejně jako na Mistrovství světa se do programu mistrovství přidal běh na krátkou vzdálenost (Middle) a od roku 2006 se běhá i závod ve sprintu. V současné době program mistrovství světa juniorů v orientačním běhu zahrnuje tyto soutěže:
Štafety - skládající se ze 3 závodníků

Sprint - skládá se z kvalifikace a finále

Middle - skládá se z kvalifikace a finále

Long - klasický závod na dlouhou vzdálenost

## Seznam mistrovství světa

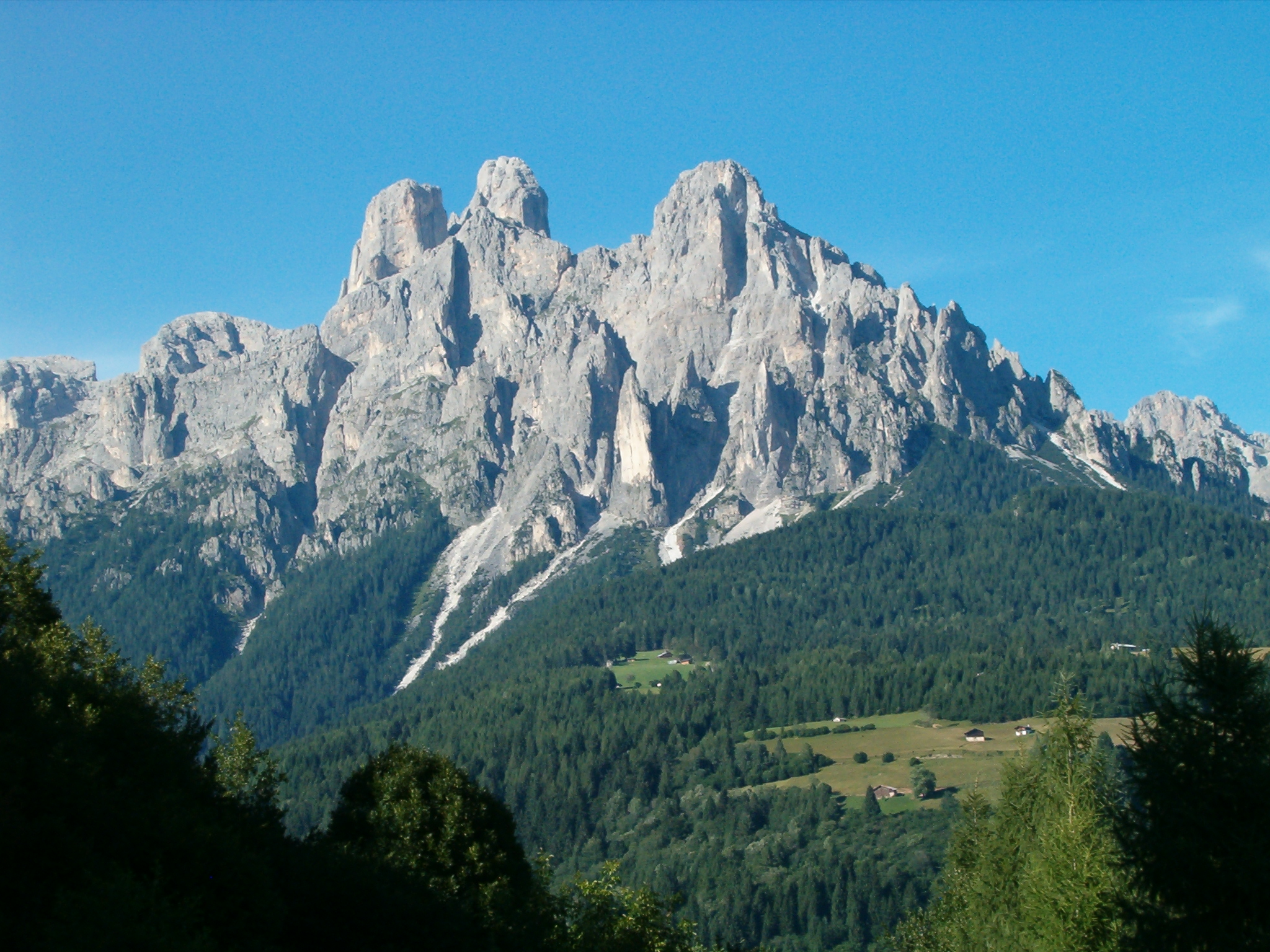
Mistrovství světa 2009 hostila italská provincie Trentino (na obrázku vrchol-Pale San Martino)

| Rok                | Datum                    | Pořadatelská země            |
| ------------------ | ------------------------ | ---------------------------- |
| JMS 1990           | 7. - 12. července        | Švédsko, Älvsbyn             |
| JMS 1991           | 7. - 13. července        | Německo, Západní Berlín      |
| JMS 1992           | 7. - 13. července        | Finsko, Jyväskylä            |
| JMS 1993           | 7. - 10. července        | Itálie, Castelrotto          |
| JMS 1994           | 12. - 16. července       | Polsko, Gdyně                |
| JMS 1995           | 9. - 12. července        | Dánsko, Horsens              |
| JMS 1996           | 8. - 14. července        | Rumunsko, Govora             |
| JMS 1997           | 7. - 13. července        | Belgie, Leopoldsburg         |
| JMS 1998           | 13. - 18. července       | Francie, Remeš               |
| JMS 1999           | 5. - 11. července        | Bulharsko, Varna             |
| JMS 2000           | 9. - 15. července        | Česko, Nové Město na Moravě  |
| JMS 2001           | 9. - 15. července        | Maďarsko, Miškolc            |
| JMS 2002           | 7. - 14. července        | Španělsko, Alicante          |
| JMS 2003           | 7. - 12. července        | Estonsko, Polva              |
| JMS 2004           | 5. - 11. července        | Polsko, Gdaňsk               |
| JMS 2005           | 11. - 16. července       | Švýcarsko, Tenero            |
| JMS 2006           | 2. - 7. července         | Litva, Druskininkai          |
| JMS 2007           | 8. - 13. července        | Austrálie, Dubbo             |
| JMS 2008           | 30. června - 6. července | Švédsko, Göteborg            |
| JMS 2009           | 5. - 12. července        | Itálie, Primiero             |
| JMS 2010           | 4. - 11. července        | Dánsko, Aalborg              |
| JMS 2011           | 1. - 9. července         | Polsko, Wejherowo            |
| JMS 2012           | 7. - 14. července        | Slovensko, Košice            |
| JMS 2013           | 30. června - 7. července | Česko, Hradec Králové        |
| JMS 2014           | 22. - 27. července       | Bulharsko, Borowez           |
| JMS 2015           | 4. - 10. července        | Norsko, Rauland              |
| JMS 2016           | 10. - 18. července       | Švýcarsko, Engadin           |
| JMS 2017           | 9. - 16. července        | Finsko, Tampere              |
| JMS 2018           | 8. - 15. července        | Maďarsko, Kecskemét          |
| JMS 2019           | 6. - 12. července        | Dánsko, Silkeborg            |
| JMS 2020 - zrušeno | 28. června - 5. července | Turecko, Kocaeli             |
| JMS 2021           | 5. - 10. září            | Turecko, Kocaeli             |
| JMS 2022           | 11. - 16. července       | Portugalsko, Aguiar da Beira |
| JMS 2023           | 2. - 9. července         | Rumunsko, Baia Mare          |

## Sprint (Sprint distance)
Tato krátká sprinterská disciplína se běhá na Mistrovství světa juniorů od roku 2006. Tento typ závodu je testem závodníkovy mapové techniky ve vysokém běžeckém tempu, trať tak klade vysoké nároky na rychlou volbu postupu a jeho realizaci. Tratě bývají poměrně krátké, 2-4 km s vítěznými časy 12-15 minut. Podoba závodů ve sprintu je různá, mohou se odehrávat v městské zástavbě nebo v zalesněných terénech či parcích.

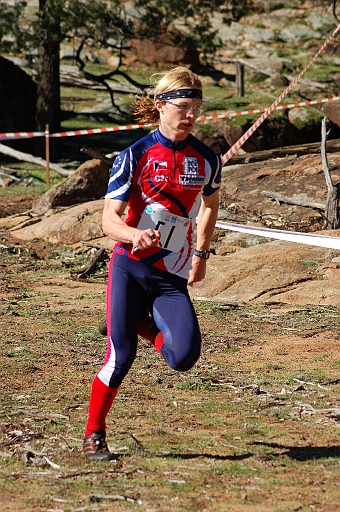
Štěpán Kodeda vítěz sprintu z roku 2008

### Muži
| Rok      | Zlato             | Stříbro        | Bronz           | Parametry           |
| -------- | ----------------- | -------------- | --------------- | ------------------- |
| JMS 2011 | Lucas Basset      | Andreu Blanes  | Florian Howald  | 2.91 km, 23 kontrol |
| JMS 2012 | Gleb Tichonov     | Jan Petržela   | Eskil Kinneberg | 2.9 km, 20 kontrol  |
| JMS 2013 | Florian Schneider | Michal Hubáček | Tim Robertson   | 2.4 km, 21 kontrol  |

### Ženy
| Rok      | Zlato                 | Stříbro                     | Bronz                 | Parametry           |
| -------- | --------------------- | --------------------------- | --------------------- | ------------------- |
| JMS 2011 | Ida Bobachová         | Emma Klingenbergová         | Tereza Novotná        | 2.47 km, 22 kontrol |
| JMS 2012 | Tove Alexanderssonová | Emma Klingenbergová         | Frida Sandbergová     | 2.3 km, 17 kontrol  |
| JMS 2013 | Heidi Mårtenssonová   | Nicoline Friberg Klysnerová | Anastasija Denisovová | 2.1 km, 19 kontrol  |

## Krátká trať (Middle distance)
Tato krátká trať tzv. Middle se běhá na Mistrovství světa juniorů od roku 1991

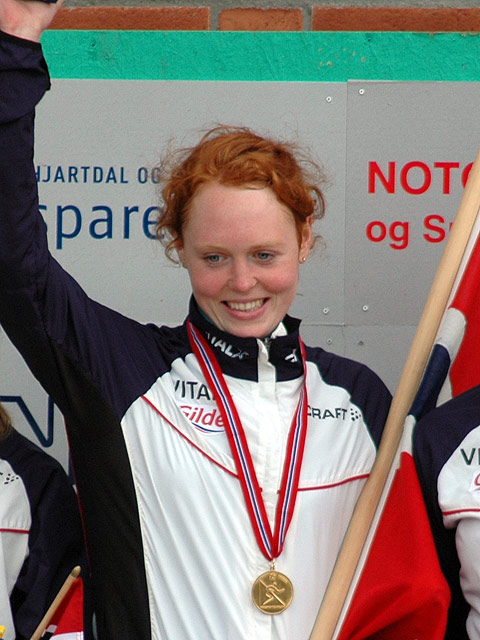
Vítězka middlu z roku 2006 Betty Ann Bjerkreim Nilsen

### Muži
| Rok      | Zlato                                         | Stříbro         | Bronz             | Parametry           |
| -------- | --------------------------------------------- | --------------- | ----------------- | ------------------- |
| JMS 2011 | Robert Merl Dmitry Nakonechnyy Topias Tiainen |                 |                   | 4.22 km, 17 kontrol |
| JMS 2012 | Matt Ogden                                    | Jan Petržela    | Florian Schneider | 4.8 km, 19 kontrol  |
| JMS 2013 | Emil Svensk                                   | Anton Johansson | Jens Wängdahl     | 3.6 km, 17 kontrol  |

### Ženy
| Rok      | Zlato                 | Stříbro               | Bronz                | Parametry           |
| -------- | --------------------- | --------------------- | -------------------- | ------------------- |
| JMS 2011 | Ida Bobachová         | Tove Alexanderssonová | Emma Klingenbergová  | 3.46 km, 14 kontrol |
| JMS 2012 | Tove Alexanderssonová | Frida Sandbergová     | Sandrine Müllerová   | 3.6 km, 17 kontrol  |
| JMS 2013 | Miri Thrane Odumová   | Lisa Risbyová         | Mathilde Rundhaugová | 3.0 km, 14 kontrol  |

## Klasická trať (Long distance)
Tento individuální závod se běhá na Mistrovství světa juniorů od roku 1990.

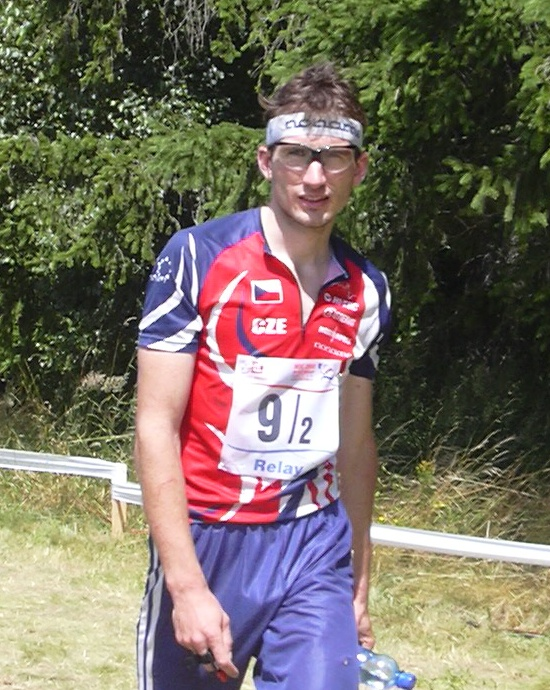
Vítěz longu z roku 2000 Michal Smola

### Muži
| Rok      | Zlato              | Stříbro            | Bronz          | Parametry           |
| -------- | ------------------ | ------------------ | -------------- | ------------------- |
| JMS 2011 | Yngve Skogstad     | Robert Merl        | Lucas Basset   | 11.1 km, 23 kontrol |
| JMS 2012 | Eskil Kinneberg    | Marius Thrane Odum | Gleb Tichonov  | 11.5 km, 23 kontrol |
| JMS 2013 | Piotr Parfianowicz | Florian Schneider  | Andrey Kozyrev | 9.9 km, 21 kontrol  |

### Ženy
| Rok      | Zlato          | Stříbro             | Bronz                 | Parametry          |
| -------- | -------------- | ------------------- | --------------------- | ------------------ |
| JMS 2011 | Ida Bobachová  | Emma Klingenbergová | Tove Alexanderssonová | 7.7 km, 20 kontrol |
| JMS 2012 | Kirsi Nurmiová | Frida Sandbergová   | Emily Kempová         | 7.7 km, 13 kontrol |
| JMS 2013 | Lisa Risbyová  | Sara Hagströmová    | Ekaterina Savkinaová  | 7.1 km, 15 kontrol |

## Štafety

### Muži
| Rok      | Zlato                                                    | Stříbro                                                   | Bronz                                                             | Parametry |
| -------- | -------------------------------------------------------- | --------------------------------------------------------- | ----------------------------------------------------------------- | --------- |
| JMS 2011 | Polsko Piotr Parfianowicz Rafał Podziński Michał Olejnik | Švédsko Jonas Nordstrom Richard Olsson Albin Ridefelt     | Česko Michal Hubáček Marek Schuster Pavel Kubát                   |           |
| JMS 2012 | Rusko Ivan Kuchmenko Andrey Kozyrev Gleb Tichonov        | Dánsko Jakob Ekhard Edsen Thor Nørskov Marius Thrane Odum | Norsko Jon Aukrust Osmoen Hakon Jarvis Westergard Eskil Kinneberg |           |
| JMS 2013 | Česko Marek Schuster Adam Chloupek Michal Hubáček        | Švédsko Anton Johansson Jens Wängdahl Emil Svensk         | Rusko Ivan Kuchmenko Dmitrij Poljakov Andrey Kozyrev              |           |

### Ženy
| Rok      | Zlato                                                                | Stříbro                                                              | Bronz                                                            | Parametry |
| -------- | -------------------------------------------------------------------- | -------------------------------------------------------------------- | ---------------------------------------------------------------- | --------- |
| JMS 2011 | Švédsko Helena Karlssonová Linea Martinssonová Tove Alexanderssonová | Česko Adéla Indráková Denisa Kosová Tereza Novotná                   | Dánsko Ita Klingenbergová Emma Klingenbergová Ida Bobachová      |           |
| JMS 2012 | Dánsko Stine Bagger Hagnerová Ita Klingenbergová Emma Klingenbergová | Švédsko Helena Karlssonová Frida Sandbergová Tove Alexanderssonová   | Švýcarsko Mirjam Hellmüllerová Marion Aebiová Sandrine Müllerová |           |
| JMS 2013 | Česko Lenka Knapová Kateřina Chromá Vendula Horčičková               | Finsko Anna Haatajaová Henna-Riikka Haikonenová Johanna Hulkkonenová | Švédsko Andrea Svenssonová Hilda Forsgrenová Tilda Johanssonová  |           |